# Isopogon formosus
Isopogon formosus (in ihrer australischen Heimat auch als „Rose Coneflower“ bezeichnet) ist eine Pflanzenart aus der Familie der Silberbaumgewächse (Proteaceae).

## Beschreibung
Isopogon formosus ist ein buschiger bis schlank aufrechter, immergrüner, maximal 2 m hoch werdender Strauch. Junge Sprosse sind hellbraun bis rötlich-braun, seidig, filzig oder kurz behaart, später glatt oder flaumig bleibend. Die in Büscheln entspringenden, steifen Blätter sind bis 6 cm lang (Stiel bis 2,5 cm, Spreite bis 3,5 cm). Sie sind schmal-zylindrisch, gerillt, mehrfach geteilt, segmentiert und laufen in eine stechende Spitze aus. Jung sind sie oft seidig behaart.
Die rosa bis rotviolett gefärbten Blüten erscheinen von Juli bis Dezember und stehen in kegelförmigen, auffälligen Blütenständen von bis zu 6 cm Durchmesser an Zweigenden oder in den oberen Blattachseln. Die Hüllblätter sind eiförmig bis lanzettlich zugespitzt und behaart. Die Einzelblüten erreichen bis 25 mm Länge. In geöffnetem Zustand neigen sie sich nach unten. Die Tepalen sind kahl bis auf ein Büschel Haare auf ihrem Scheitel. Der lange Griffel ist anfangs hellgelb und färbt sich später rötlich.
Die Früchte sind eiförmige, etwa 3 mm lange, geschnäbelte und behaarte Nüsse, die einen einzelnen Samen enthalten.

## Verbreitung und Systematik
Isopogon formosus ist im südwestlichen Australien in einem vorwiegend küstennahen Bereich endemisch, der sich südlich von Perth etwa von Brusselton und die Stirling Range über Albany bis in die Region um Esperance erstreckt, also in einer Zone mit mediterraner Hartlaubvegetation. Die Art gedeiht an sonnigen bis halbschattigen Standorten auf gut durchlässigen, sandigen bis steinigen Böden über Laterit oder Granit. Die Art erträgt leichten Frost und zeitweilige Trockenperioden, hingegen keine Dauerfeuchte.
Bei Isopogon formosus werden zwei Unterarten unterschieden, die sich jedoch nicht durchweg eindeutig trennen lassen:
- Isopogon formosus subsp. formosus (Blätter abstehend, Blüten bis 25 mm lang)
- Isopogon formosus subsp. dasylepis (Meisn.) Foreman (insgesamt kleiner, Blätter oft enger anliegend, Blüten bis 20 mm lang)

## Nachweise